# لا فيرير بيشيه (أورن)
لا فيرير بيشيه هي بلدية في أورن في شمال غرب فرنسا.